# Miecislau II Lambert
Miecislau II Lambert (990 - 1034), (en polonès: Mieszko II Lambert), va ser duc i rei de Polònia. Era el fill de Boleslau I el Valent i Enmilda, filla de Dobromir, Duc de Lusàcia. Els seus fills eren Casimir I de Polònia, Rixa de Polònia, i Gertrude de Polònia. Miecislau II estava casat amb Richensa de Lotharingia, la neta d'Otó II, emperador del Sacre Imperi Romanogermànic.
Miecislau II estava molt ben educat per l'època. Era capaç de llegir i escriure, i coneixia tant grec com llatí. És injustament conegut com a Miecislau el Gandul. Rebia aquell epítet a causa del camí desafortunat en què acabà el seu regnat; però al començament actuà com un hàbil i talentós governant. Abans que es convertís en rei el 1025, probablement servia al seu pare des de Cracòvia, més probablement des de 1013, i suposadament va construir moltes esglésies.
El 1027, es va produir una rebel·lió al Sacre Imperi Romanogermànic quan Conrad II es trobava a Itàlia. Matilda de Suàbia i el líder de la rebel·lió, Ernest II de Suàbia, van posar Miecislau al seu costat i aquest envaïa Saxònia el gener de 1028. Malgrat el tractat que assegurava la pau entre Polònia i Alemanya, l'emperador aviat va armar una expedició de revenja en 1029 atacant sense èxit Bautzen i Lusàcia. Amenaçat pels hongaresos, que s'havien aliat Miecislau, amb l'emperador es va veure obligat a retirar-se. Miecislau va tornar a envair Saxònia mentre el seu aliat del sud va atacar Baviera i va ocupar temporalment Viena. Conrad va convèncer Oldřich de Bohèmia per atacar Moràvia, que prengué a Miecislau. Com a resposta, l'emperador va organitzar una altra expedició contra el rei polonès, aquesta vegada organitzant una coalició contra Mieszko II. En 1030, Iaroslau I de Kíev va començar l'ofensiva i va conquerir la Rutènia Roja i alguns castells de Belz. El 1031, l'emperador va concloure la pau amb el Regne d'Hongria cedint els territoris entre els rius Leitha i Fischa. Ara que l'emperador estava menys preocupat per un atac des del sud, a la tardor de 1031, va passar a l'ofensiva contra Polònia i va assetjar Milsko. L'ofensiva va acabar amb un èxit total, i Mieszko II es va veure obligat a cedir Lusàcia a l'emperador i perdent la seva condició de rei convertint-se en duc de Polònia i vassall de Conrad.
Per entendre el que passava més tard exigeix una comprensió de la família de Miecislau. El seu germà més vell Bezprym era el fill d'una muller hongaresa desconeguda de Boleslau que més tard fou expulsada per Miecislau. També tenia un germà més jove, Otton. Per un costum eslau, un pare havia de dividir el seu llegat entre tots els seus fills. Tanmateix, ja que no es pot dividir un regne, els germans de Miecislau no rebien res del llegat del seu pare.

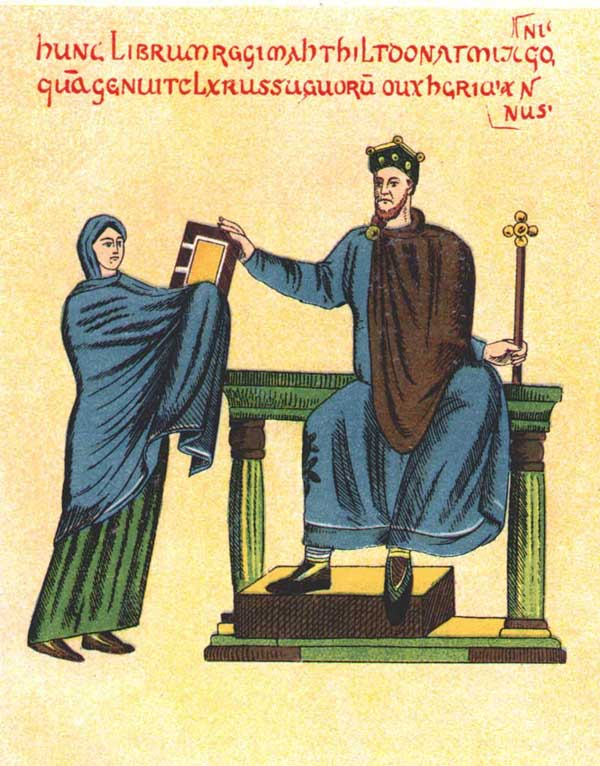
Miniatura que presenta la duquessa Matilda donant un llibre litúrgic a Miecislau II

Com que Bezprym era el fill més gran, molts probablement creien que hauria d'haver succeït el seu pare com a rei. Però, tanmateix, Bezprym no havia estat mai de l'agrat del seu pare, com indicat pel seu nom (els Piast tendien a donar noms com Boleslau, Miecislau i Casimir posteriorment, Ladislau i els noms dels emperadors com Otó, Conrad i Enric: Bezprym era el nom d'un plebeu, que implicava que Boleslau no desitjava Bezprym per succeir-lo). De fet, se l'enviava a un monestir.
Els dos germans de Miecislau s'escapaven a l'estranger: Otó a Alemanya, Bezprym a Kíev. Poc després, l'emperador alemany i el gran duc de Kíev, Yaroslav I, establien una l'aliança i simultàniament envaïen Polònia.
Encarant-se amb dos enemics, Alemanya a l'oest i Rutènia a l'est, Miecislau s'escapava a Bohèmia. Bezprym començava el seu regnat enviant la seva corona i insígnies a Alemanya. Miecislau aviat retornava, però era forçat a comprometre lleialtat a l'emperador alemany, i Polònia es dividia entre ell i els seus germans Otó i Bezprym, i un cert Thiedric (probablement un nebot o cosí). Otó era assassinat per un dels seus propis homes, i Miecislau va poder reunificar Polònia.
Què va passar després és un misteri. Els historiadors ara pensen que Miecislau morí (1034) en un complot de l'aristocràcia.
Després de la mort de Miecislau, els camperols de Polònia es revoltaven. Les raons exactes són desconegudes. El fill de Miecislau, Casimir I, no se sap si era o no expulsat o estava al darrere de la revolta.
Els historiadors moderns sostenen que la insurrecció era probablement provocada per qüestions econòmiques (impostos nous enormes per a l'Església, la militarització del primer ducat/regne polonès - gairebé tota la població mascle va ser reclutada a l'exèrcit, etc.). Els sacerdots, monjos i cavallers eren morts; es cremaven ciutats, esglésies i monestirs.
El caos esdevenia encara més gran quan inesperadament els txecs envaïen el país des del sud. La terra tornava a estar dividida entre els governants locals, un dels quals es coneix amb el nom de: Masław, governant de Masòvia. La Gran Polònia va ser tan devastada que deixava de ser el cor del regne polonès. La capital va ser moguda a Cracòvia a la Petita Polònia.